# ジョン・ハンター (外科医)
ジョン・ハンター（John Hunter、1728年2月13日 - 1793年10月16日）は、イギリスの解剖学者、外科医である。
「実験医学の父」「近代外科学の開祖」と呼ばれ、近代医学の発展に貢献した。その一方、解剖教室で使用する死体を非合法な手段も辞さずに調達する裏の顔を持ち、レスター・スクウェアの家は『ジキル博士とハイド氏』の邸宅のモデルになった。

## 略歴
1728年2月13日（14日早朝とも）、スコットランドのグラスゴー郊外イースト・キルブライドの農村にハンター家10番目の子どもとして生まれた。父ジョンはこのとき65歳、母アン・ポールは43歳で、父は既に高齢だったこともありジョンの誕生を喜ばなかった。
若い頃は学校での勉強にあまり興味を持たず、特に読み書きを嫌い、屋外で虫や動物を追いかけることを好んだ。のちロンドンで医師・解剖学者として成功を収めていた10歳年長の次兄ウィリアム・ハンターの元で助手として働く。ジョンは兄ウィリアムが開いていた解剖講座に使用する新鮮な死体を集めるため、調達に伴う裏の部分を一手に引き受ける。解剖講座の助手も務めるようになり、講義の弁は兄より劣ったが、持ち前の手先の器用さで標本作成や解剖の実践では兄を凌駕するようになる。
弟ジョンの医師としての才能を確信した兄は、大病院に勤める優秀な外科医たち、初めはウィリアム・チェゼルデン、チェゼルデン亡き後はパーシヴァル・ポットに師事させた。1761年に兄の元を離れ、七年戦争に外科医として従軍。帰国後、歯科医ジェームズ・スペンスと協業し歯の治療と研究に従事し、成果をヤン・ファン・リムダイクによる挿絵つきの論文『ヒト歯の博物学および歯疾患の報告』として発表した。これにより医学界で知名度を上げた。
ジョンは人体のみならず、多数の動物実験や動物標本の作成を行い、博物学者ジョン・エリスの依頼によりオオサイレン（Greater siren、サイレン科の両生類）の解剖を実施。ジョンの報告論文はエリスの論文に付して、1766年に王立協会に提出。解剖学と博物学の分野で評価され、翌年1767年に兄ウィリアムに3ヶ月先んじてジョンは王立協会フェローとなった。兄とはジョンが作成した標本の所有をめぐって諍いとなり、一時和解するが、やがて1780年に王立協会で対立し完全に袂を分かつことになる。
1768年には兄の影響力もあって聖ジョージ病院の常勤外科医となり、1772年は自宅に解剖講座を開いた。1776年には世界初の人工授精を成功させる。
ジョンが1793年10月16日に狭心症で死亡すると、遺言に従って弟子や学生の前で遺体の検死解剖が行われた。遺体はセント・マーティンズ教会の地下納骨堂に安置され、1879年ウェストミンスター寺院に改葬された。新しい墓には王立外科医師会によって「科学的外科の創始者」という銘文が贈られた。
彼のコレクションはレスター・スクエアの彼の住居の別棟に博物館として一般に公開されており、死後は博物館を国に売るように遺言されていた。しかし対仏大同盟によりフランスとの戦争を行っていた当時の小ピット政権には金銭的な余裕がなく、1799年になってようやく政府に購入された。コレクションの目録は彼の未発表論文を盗用した義弟エヴァラード・ホームによって破棄されてしまうが、最後の弟子ウィリアム・クリフトが学芸員となってコレクションを整理し、王立外科医師会のハンテリアン博物館として現存している。兄ウィリアムのコレクションも遺言により母校グラスゴー大学に寄贈され、ハンテリアン博物館として現存している。1775年以後、王立協会から複数回にわたってクルーニアン・メダルを受賞し、1787年にはコプリ・メダルを受賞。

## 人物
医師としてのジョンは内科医による瀉血や浣腸、水銀治療といった旧弊な治療を否定し、外科医としても安易に手術を行うことに慎重であり、症例によっては自然治癒に任せた。教師としては、観察し、比較し、推論することを学生に要求した。ジョンは当時の医学界では異端であったが、聖ジョージ病院と解剖講座の多くの弟子が彼の考え方を世界に広げた。
標本の収集家としても有名であり、世界中から一万四千点もの標本を集めた。中には、非合法な手段を問わず集めた物も多く、珍獣どころか特徴的な人間を見つけると葬儀業者に金をつかませて死体を手に入れたという。これは当時の法律に照らしても犯罪であり、コレクションのためなら手段を選ばない人物だった。レスター・スクエアの家には表通りと裏通りに面した出入口があり、表は妻の社交界の友人や患者が出入りし、裏は解剖教室の学生の出入りや死体の搬入･搬出のための玄関であった。
エドワード・ジェンナーとは師弟関係にあり、ジェンナーは1770年に聖ジョージ病院の実習生から住み込みの弟子となり、ジョンの友人であったジョセフ・バンクスの南太平洋航海（「エンデバー号」ないしは「ジェームズ・クック」参照）における現地での採集・蒐集品の整理にジェンナーが派遣されている。

## エピソード
淋病梅毒の感染の実証研究のために、自らを感染させた。そのため一生梅毒の症状に苦しんだ。その他数々の、学術的探求心に拠る「（当時としては）奇行」が伝わる。
チャールズ・バーンという身長が249センチにもなる巨人症の人物を標本にするために、いつ死ぬか人を雇って見張らせていたという逸話がある。バーンは見張られていることに気づき、標本にされないように棺桶に重りをつけて海に沈めてくれと友人たちに遺言した。しかし、ジョンは遺体を海に沈めるために運んでいる途中に葬儀業者に賄賂を渡して遺体を盗み出すという暴挙を行った。ジョンは盗み出した遺体をバーンのために用意していた特大の鍋で煮込んで骨格標本に加工した。チャールズ・バーンの標本はジョン・ハンターの死後にハーヴェイ・ウィリアムス・クッシングの元に渡り、脳下垂体の研究に用いられた。
ハンターはハーバート・ジョージ・ウェルズの『モロー博士の島』に名前だけ登場しており、モロー博士の獣を人間型にする改造手術の原理説明に彼の形成手術の話がモロー自身の口から出てくる。他にこれをほぼそのまま引用した江戸川乱歩の『孤島の鬼』でもハンターの名前が出てくる。また、エドワード・ジェンナーからある症状の治療について手紙で相談を受けた際の返信で「"do little"（何もしないこと）が一番だと思う」と回答して、闇雲な治療を戒め観察の重要性を強調したという当時としては風変わりなエピソードから、児童文学「ドリトル先生シリーズ」の主人公ジョン・ドリトル医学博士のモデルの一人ではないかとも言われている。